# Hamrzysko
(52°49′59″N 16°21′58″E)
Hamrzysko [pronunciación en polaco: /xamˈʐɨskɔ/] es un pueblo ubicado en el distrito administrativo de Gmina Wieleń, dentro del Distrito de Czarnków-Trzcianka, Voivodato de Gran Polonia, en el oeste de Polonia central. Se encuentra aproximadamente a 15 kilómetros al sureste de Wieleń, a 16 kilómetros al suroeste de Czarnków, y a 61 kilómetros al noroeste de la capital regional Poznań.